# Johan Siöblad
Johan Siöblad född 22 september 1644 på Stora Flättna utanför Nyköping, död där 26 december 1710, var son till Carl Siöblad. Siöblad blev konstapel vid artilleriet i Jönköping 1662, fänrik vid artilleriet i Stockholm 1666, kapten 1668, major 1674, överstelöjtnant 1678. Överste för artilleriet 1680. Fick befattningen generalfälttygmästare 1693. Ledde artilleriet vid slaget vid Narva. 
Siöblad inlade mycket stora förtjänster om artilleriets förkovran, framför allt i fråga om materielens förbättring, och författade det antagligen första svenska artillerireglementet (1690).